# Tickets to My Downfall
Tickets to My Downfall (englisch Eintrittskarten zu meinem Untergang) ist das fünfte Studioalbum des US-amerikanischen Musikers Machine Gun Kelly. Es erschien am 25. September 2020 über die Labels Bad Boy Entertainment und Interscope Records und ist das erste Album des Künstlers, das dem Genre Pop-Punk zuzuordnen ist. Mit dem Album erreichte Machine Gun Kelly erstmals in seiner Karriere Platz eins der US-Albumcharts.

## Entstehung
Machine Gun Kelly, mit bürgerlichem Namen Colson Baker, veröffentlichte zuvor vier Studioalben, auf denen er musikalisch als Rapper auftrat. Auf dem im Jahr 2019 erschienenen Vorgängeralbum Hotel Diablo veröffentlichte er mit I Think I’m Okay einen Rocksong, bei dem er mit Yungblud und dem Blink-182-Schlagzeuger Travis Barker kollaborierte. Ebenfalls 2019 spielte Colson Baker Tommy Lee in The Dirt – Sie wollten Sex, Drugs & Rock’n’Roll, einer Filmbiografie über die Band Mötley Crüe.

### Songwriting
Die seit längerer Zeit befreundeten Baker und Travis Barker trafen sich für einen Tag im Studio, wobei das Lied Bloody Valentine entstand. Barker war von der Energie des Liedes beeindruckt, sodass er sich spontan zwei Monate frei nahm, um mit Machine Gun Kelly an einem ganzen Album zu arbeiten. Im Dezember 2019 kündigte Machine Gun Kelly ein Rockalbum für 2020 an und veröffentlichte das Lied Why Are You Here?, welches jedoch nicht für das Album verwendet wurde. Machine Gun Kelly verfolgte mit dem Album das Ziel, junge Menschen dahingehend zu animieren, ein Instrument zu lernen. Er selber habe es schon oft erlebt, dass er nach Konzerten von Zuschauern angesprochen wurde, die noch nie bei einem Konzert waren, wo jemand live eine Gitarre spielte.

### Produktion und Mitwirkende
Das gesamte Album wurde von Travis Barker, der auch als Executive Producer fungierte, produziert. An der Produktion einzelner Liedern waren zudem Machine Gun Kelly selbst sowie die Musikproduzenten Omer Fedi, Nick Mira, BazeXX, SlimXX und Keith Varon beteiligt. Gemischt wurden die Lieder von Adam Hawkins, Neal Arvon und Serban Ghenea, während Chris Gehringer und Colin Leonard das Mastering übernahmen.
Folgende Musiker waren beteiligt:
- Colson Baker: Gesang (alle Titel), Gitarre (1, 2, 4, 10, 15)
- Travis Barker: Schlagzeug (alle Titel), Keyboard (1), Klavier (1, 7, 12, 15), Gitarre (5), Bass (14), Musikprogrammierung (15)
- Kevin Bivona: Hammondorgel (1, 2), Bass (2, 5, 7, 12), Gitarre (5), Klavier (5), Synthesizer (5)
- Omar Fedi: Bass (1–3, 5, 6, 11–13), Gitarre (1–3, 5, 6, 11)
- Nick Long: Gitarre (1, 3–8, 10, 12, 13), Bass (4)

### Gastbeiträge
Auf vier Liedern des Albums sind neben Machine Gun Kelly weitere Musiker vertreten. So ist der Sänger Blackbear auf My Ex’s Best Friend zu hören, während die Sängerin Halsey beim Song Forget Me Too einen Gastauftritt hat. Laut Machine Gun Kelly hätte Halsey ihren Gesangspart in fünf Minuten geschrieben. Am nächsten Tag kam sie ins Studio und die Aufnahmen hätten laut Travis Barker nur zehn bis 15 Minuten gedauert. Auf All I Know wird Machine Gun Kelly von dem Rapper Trippie Redd unterstützt und Nothing Inside ist eine Zusammenarbeitet mit dem Musiker Iann Dior. Die so genannte „Sold Out Deluxe Edition“ des Albums enthält unter anderem das Lied Body Bag, bei dem Yungblud und Bert McCracken von der Band The Used zu hören sind.
Im September 2021 wurde bekannt, dass der Slipknot-Sänger Corey Taylor ursprünglich ebenfalls als Gast auftreten sollte. Über Twitter verkündete Machine Gun Kelly, dass Taylor eine Strophe für ein Lied einsang. Das Ergebnis hätte sich „fürchterlich“ angehört, so dass es nicht verwendet wurde. Taylor wäre deswegen wütend geworden und redete später in einem Magazin schlecht über das Album, auf dem er fast gesungen hätte. Corey Taylor antwortete kurz darauf, dass er von sich auf ein Featuring verzichtet hätte. Machine Gun Kelly und Produzent Travis Barker hätten sich zunächst begeistert über Taylors Beitrag gezeigt. Daraufhin hätten beide Taylor einige Vorschläge für die weitere Umsetzung gemacht, die Taylor aber nicht gefielen. Daraufhin habe Taylor abgesagt und warf Machine Gun Kelly vor, sich kindisch zu benehmen.

### Covergestaltung
Das Albumcover zeigt Machine Gun Kelly, der in einem leeren Wasserbecken steht und eine pinke Gitarre in den Händen hält, auf der der Schriftzug I’m Selling Tickets to My Downfall zu lesen ist. Links im Bild befindet sich zudem der Titel Tickets to My Downfall in Schwarz. Die Entstehung des Covers wurde in einem kurzen Video auf dem YouTube-Kanal von Machine Gun Kelly gezeigt.
Ursprünglich war ein anderes Albumcover geplant. Auf einem oben weiß und unten schwarz gehaltenen Hintergrund sieht man in der Mitte einen fallenden Mann. Der Name des Künstlers und der Albumtitel stehen oben links. Das Motiv zeigte aber Ähnlichkeiten mit einem Foto, an dem die Plattenfirma keine Rechte besaß. Als das Motiv geändert werden musste, hatte Machine Gun Kelly bereits 13.000 Exemplare signiert.

### Downfalls High
Am 15. Januar 2021 veröffentlichte Machine Gun Kelly den Film Downfalls High, der auf dem Album basiert. Regie führten Machine Gun Kelly und Mod Sun. Die Rollen wurden mit befreundeten Musikern besetzt, darunter mit allen auf dem Album vertretenen Gastmusikern, mit Ausnahme von Halsey. Dazu wirken weitere Musiker, wie Lil Huddy, Maggie Lindemann, Jayden Hossler, Lil Aaron und Phem mit. Bereits am ersten Wochenende nach der Veröffentlichung wurde der Film über 16 Millionen Mal angesehen.

## Titelliste

### Standardedition
| #  | Titel                           | Gastbeiträge | Produzenten                                            | Länge |
| -- | ------------------------------- | ------------ | ------------------------------------------------------ | ----- |
| 1  | Title Track                     |              | Travis Barker, Machine Gun Kelly, Omer Fedi            | 2:46  |
| 2  | Kiss Kiss                       |              | Travis Barker, Omer Fedi                               | 2:18  |
| 3  | Drunk Face                      |              | Nick Mira, Travis Barker, Machine Gun Kelly, Omer Fedi | 2:23  |
| 4  | Bloody Valentine                |              | Travis Barker                                          | 3:25  |
| 5  | Forget Me Too                   | Halsey       | Travis Barker, Omer Fedi                               | 2:51  |
| 6  | All I Know                      | Trippie Redd | Travis Barker, Omer Fedi                               | 2:09  |
| 7  | Lonely                          |              | Travis Barker, Machine Gun Kelly                       | 3:10  |
| 8  | WWIII                           |              | Travis Barker                                          | 0:59  |
| 9  | Kevin and Barracuda (Interlude) |              |                                                        | 1:23  |
| 10 | Concert for Aliens              |              | Travis Barker                                          | 2:40  |
| 11 | My Ex’s Best Friend             | Blackbear    | Travis Barker, BazeXX, SlimXX                          | 2:19  |
| 12 | Jawbreaker                      |              | Travis Barker                                          | 1:57  |
| 13 | Nothing Inside                  | Iann Dior    | Travis Barker, Omer Fedi                               | 2:52  |
| 14 | Banyan Tree (Interlude)         |              | Travis Barker, Keith Varon                             | 1:31  |
| 15 | Play This When I’m Gone         |              | Travis Barker                                          | 3:22  |

### Sold Out Deluxe Edition
| #  | Titel                                              | Gastbeiträge             | Produzenten                                         | Länge |
| -- | -------------------------------------------------- | ------------------------ | --------------------------------------------------- | ----- |
| 16 | Body Bag                                           | Yungblud, Bert McCracken | Travis Barker                                       | 2:50  |
| 17 | Hangover Cure                                      |                          | Travis Barker                                       | 2:40  |
| 18 | Split a Pill                                       |                          | Travis Barker                                       | 2:46  |
| 19 | Can’t Look Back                                    |                          | Travis Barker, Omer Fedi                            | 2:10  |
| 20 | Misery Business (Coverversion, Original: Paramore) |                          | Travis Barker, Machine Gun Kelly, Omer Fedi, BazeXX | 3:21  |
| 21 | Bloody Valentine (Accoustic Version)               |                          | Travis Barker                                       | 3:16  |

### Target Edition / Limited Deluxe Edition
Diese Version wurde exklusiv in den Geschäften der Target Corporation verkauft. In Deutschland war diese Edition als "Limited Deluxe Edition" bei verschiedenen Anbietern erhältlich.
| #  | Titel                                               | Gastbeiträge | Produzenten                                         | Länge |
| -- | --------------------------------------------------- | ------------ | --------------------------------------------------- | ----- |
| 16 | Misery Business (Coverversion, Original: Paramore)  |              | Travis Barker, Machine Gun Kelly, Omer Fedi, BazeXX | 3:21  |
| 17 | Roll the Windows Up                                 |              | BezeXX, SlimXX                                      | 2:25  |
| 18 | In These Walls (My House) (mit Pvris)               |              | Machine Gun Kelly, BazeXX, SlimXX, Wavy Duber       | 2:48  |
| 19 | Love on the Brain (Coverversion, Original: Rihanna) |              | Omer Fedi, BazeXX, SlimXX                           | 2:22  |

## Rezeption

### Rezensionen
Tickets to My Downfall wurde von professionellen Kritikern überwiegend positiv bewertet. So erreichte das Album bei metacritic eine Durchschnittsbewertung von 72 %, basierend auf sieben Rezensionen englischsprachiger Medien.
Frieder Haag von laut.de bewertete Tickets to My Downfall mit drei von möglichen fünf Punkten. Machine Gun Kelly beschreite mit seinem Pop-Punk-Album „neue Wege,“ könne jedoch „nicht wirklich Neues entdecken.“ Letztendlich blieben „15 Titel mit etlichen Ohrwürmern und einigen Aussetzern.“
Der Redakteur David Hune vom SLAM alternative music magazine bewertete das Album durchweg positiv und nannte es ein „zeitgleich innovatives wie retrospektives Rockalbum, das sicher auf diversen Jahresendlisten zu finden sein dürfte.“

### Musikpreise
| Preis                         | Kategorie                          | für                    | Resultat  |
| ----------------------------- | ---------------------------------- | ---------------------- | --------- |
| MTV Video Music Awards 2020   | Best Alternative                   | Bloody Valentine       | Gewonnen  |
| Billboard Music Awards 2021   | Top Rock Artist                    | Machine Gun Kelly      | Gewonnen  |
| Billboard Music Awards 2021   | Top Rock Album                     | Tickets to My Downfall | Gewonnen  |
| Billboard Music Awards 2021   | Top Rock Song                      | My Ex’s Best Friend    | Nominiert |
| iHeartRadio Music Awards 2021 | Alternative Rock Album of the Year | Tickets to My Downfall | Gewonnen  |
| iHeartRadio Music Awards 2021 | Alternative Rock Song of the Year  | Bloody Valentine       | Nominiert |
| Heavy Music Awards 2021       | Best Album                         | Tickets to My Downfall | Nominiert |
| MTV Video Music Awards 2021   | Best Alternative                   | My Ex’s Best Friend    | Gewonnen  |

## Kommerzieller Erfolg

### Chartplatzierungen

#### Album
Tickets to My Downfall stieg am 2. Oktober 2020 auf Platz elf in die deutschen Albumcharts ein, was für Machine Gun Kelly die bisher höchste Platzierung in Deutschland ist. Es konnte sich 25 Wochen lang in den Top 100 halten. Besonders erfolgreich war das Album in den Vereinigten Staaten, wo der Rapper erstmals die Chartspitze belegte. Zudem erreichte es unter anderem in Australien, im Vereinigten Königreich, in Österreich, Neuseeland und Norwegen die Top 10.
| ChartsChartplatzierungen       | Höchstplatzierung | Wochen |
| ------------------------------ | ----------------- | ------ |
| Deutschland (GfK)              | 11 (25 Wo.)       | 25     |
| Österreich (Ö3)                | 5 (54 Wo.)        | 54     |
| Schweiz (IFPI)                 | 24 (4 Wo.)        | 4      |
| Vereinigte Staaten (Billboard) | 1 (101 Wo.)       | 101    |
| Vereinigtes Königreich (OCC)   | 3 (46 Wo.)        | 46     |

| ChartsJahrescharts (2020)      | Platzierung |
| ------------------------------ | ----------- |
| Vereinigte Staaten (Billboard) | 154         |

| ChartsJahrescharts (2021)      | Platzierung |
| ------------------------------ | ----------- |
| Österreich (Ö3)                | 38          |
| Vereinigtes Königreich (OCC)   | 82          |
| Vereinigte Staaten (Billboard) | 24          |

| ChartsJahrescharts (2022)      | Platzierung |
| ------------------------------ | ----------- |
| Vereinigte Staaten (Billboard) | 123         |

#### Singles
Am 1. Mai 2020 wurde der Song Bloody Valentine als erste Single des Albums veröffentlicht und erreichte Platz 51 der britischen Charts sowie Position 50 in den Vereinigten Staaten. Die zweite Auskopplung Concert for Aliens folgte am 5. August, bevor die dritte Single My Ex’s Best Friend am 7. August 2020 erschien, die Rang 68 in Deutschland belegte. Zudem erschienen am 29. September bzw. 22. Oktober 2020 Musikvideos zu den Songs Drunk Face und Forget Me Too.
| Jahr | Titel Album                                | Höchstplatzierung, Gesamtwochen, AuszeichnungChartplatzierungen (Jahr, Titel, Album, Platzierungen, Wochen, Auszeichnungen, Anmerkungen) | Höchstplatzierung, Gesamtwochen, AuszeichnungChartplatzierungen (Jahr, Titel, Album, Platzierungen, Wochen, Auszeichnungen, Anmerkungen) | Höchstplatzierung, Gesamtwochen, AuszeichnungChartplatzierungen (Jahr, Titel, Album, Platzierungen, Wochen, Auszeichnungen, Anmerkungen) | Höchstplatzierung, Gesamtwochen, AuszeichnungChartplatzierungen (Jahr, Titel, Album, Platzierungen, Wochen, Auszeichnungen, Anmerkungen) | Höchstplatzierung, Gesamtwochen, AuszeichnungChartplatzierungen (Jahr, Titel, Album, Platzierungen, Wochen, Auszeichnungen, Anmerkungen) | Anmerkungen                                                               |
| Jahr | Titel Album                                | DE | AT | CH | UK | US | Anmerkungen                                                               |
| --- | ------------------------------------------ | --- | --- | --- | --- | --- | ------------------------------------------------------------------------- |
| 2020 | Bloody Valentine Tickets to My Downfall    | DE— 1DE | — | — | UK51 Silber · (6 Wo.)UK | US50 ×2Doppelplatin · (4 Wo.)US | Erstveröffentlichung: 1. Mai 2020 Verkäufe: + 2.335.000                   |
| 2020 | My Ex’s Best Friend Tickets to My Downfall | DE68 (10 Wo.)DE | AT47 (9 Wo.)AT | — | UK30 Gold · (11 Wo.)UK | US20 ×3Dreifachplatin · (52 Wo.)US | Erstveröffentlichung: 7. August 2020 Verkäufe: + 3.890.000; mit Blackbear |
| Folgende Lieder erschienen nicht als Single, wurden aber durch das Album zum Download und Streaming bereitgestellt und konnten somit eine Platzierung erlangen: |                                            | | | | | |                                                                           |
| |                                            | | | | | |                                                                           |
| 2020 | Forget Me Too Tickets to My Downfall       | — | AT64 (1 Wo.)AT | — | UK40 Silber · (4 Wo.)UK | US44 Platin · (3 Wo.)US | Charteinstieg: 8. Oktober 2020 Verkäufe: + 1.275.000; feat. Halsey        |
| 2020 | Drunk Face Tickets to My Downfall          | — | — | — | — | US91 Gold · (1 Wo.)US | Charteinstieg: 10. Oktober 2020 Verkäufe: + 500.000                       |

### Auszeichnungen für Musikverkäufe
2021 erhielt das Album im Vereinigten Königreich für mehr als 100.000 verkaufte Einheiten eine Goldene Schallplatte. Zudem bekam es für mehr als 80.000 Verkäufe Platin in Kanada. Im September 2021 erhielt das Album in den Vereinigten Staaten ebenfalls Platin. Machine Gun Kelly erhielt damit zum ersten Mal Platin für ein Album in seinem Heimatland.
| Land/Region                  | Auszeichnungen für Musikverkäufe (Land/Region, Auszeichnung, Verkäufe) | Verkäufe  |
| ---------------------------- | ---------------------------------------------------------------------- | --------- |
| Dänemark (IFPI)              | Gold                                                                   | 10.000    |
| Finnland (IFPI)              | Gold                                                                   | 10.000    |
| Italien (FIMI)               | Gold                                                                   | 25.000    |
| Kanada (MC)                  | 2× Platin                                                              | 160.000   |
| Neuseeland (RMNZ)            | Platin                                                                 | 15.000    |
| Polen (ZPAV)                 | Gold                                                                   | 10.000    |
| Ungarn (MAHASZ)              | Platin                                                                 | 4.000     |
| Vereinigte Staaten (RIAA)    | Platin                                                                 | 1.000.000 |
| Vereinigtes Königreich (BPI) | Gold                                                                   | 100.000   |
| Insgesamt                    | 5× Gold · 5× Platin ·                                                  | 1.334.000 |